# Mallophora abana
Mallophora abana är en tvåvingeart som beskrevs av Charles Howard Curran 1934. Mallophora abana ingår i släktet Mallophora och familjen rovflugor. Inga underarter finns listade i Catalogue of Life.